# 리은철
리은철(1995년 7월 13일 ~ )은 북한의 축구 선수로 포지션은 미드필더이며 현재 선봉체육단 소속이다.

## 수상
조선민주주의인민공화국
- 인터컨티넨털컵 : 우승 (2019)